# Johan Alfred Ander
Johan Alfred Andersson Ander (27 de noviembre de 1873-23 de noviembre de 1910) fue el último preso ejecutado en Suecia y la única ejecución llevada a cabo por la guillotina en ese país.
Andersson nació en Ljusterö y cumplió su servicio militar entre 1893 y 1894 en el Regimiento de Artillería Costera de Vaxholm. Cuando terminó su servicio militar contrajo matrimonio y trató de ganarse la vida como camarero y propietario de hotel. Sin embargo, ninguno de sus negocios tuvo éxito. Algunas fuentes subrayan que el alcoholismo y el maltrato a su esposa fueron, al menos en parte, las razones de sus fracasos económicos. En 1900, fue encarcelado por delitos pequeños pero escapó. En el momento de su condena final, había sido condenado tres veces por robo. En 1909, la pareja se mudó a la casa de los padres de Ander.

## El robo y su detención
Ander trató de buscar una solución a sus problemas económicos y durante semanas fue visto vigilando la agencia de cambio, Gerells Växelkontor en Malmtorgsgatan 3 en Estocolmo. El 5 de enero de 1910, robó la agencia y golpeó a la secretaria, Victoria Hellsten, tan severamente que murió. Robó 6.000 coronas suecas (equivalente a casi 200.000 coronas suecas de 2010).
Empleados de un hotel cercano a la agencia de cambio, informaron a la policía de que uno de sus huéspedes se había comportado de una manera muy extraña y ansiosa, y que había dejado el hotel con un paquete rectangular. El cliente resultó ser Alfred Ander. Se encontró una maleta en su habitación del hotel que contenía numerosos elementos que podrían estar conectados con el asesinato, entre ellos la billetera de la empleada asesinada, así como la mayor parte del dinero robado, manchada con sangre.
Ander fue detenido posteriormente en la casa de su padre, después de algunas consultas a los trabajadores en los ferries del archipiélago, que reconocieron a Ander y recordaban adonde se dirigía. Durante el arresto, se encontró también el paquete que había sido observado por el personal del hotel, que contenía una balanza romana que aparentemente pudo ser el arma del crimen.

## Juicio y ejecución
Durante el juicio, Ander afirmó que había recibido el dinero de un desconocido hombre extranjero, a quien había conocido durante su estancia en un hotel en Estocolmo. Nunca admitió el crimen, pero fue condenado a la pena de muerte por todas las instancias judiciales y nunca realizó llamamiento al rey para ser indultado (sin embargo, si se realizó una solicitud de clemencia por su padre). La solicitud de clemencia fue rechazada por el rey Gustavo V, con lo que Ander fue la primera persona ejecutada en Suecia después de diez años. La ejecución tuvo lugar en la prisión de Långholmen, en Estocolmo, el 23 de noviembre de 1910 por una nueva guillotina importada de Francia, el único caso en el que se ha utilizado en Suecia.
Ander permaneció calmado durante la ejecución, incluso saludó a sus verdugos con un "God morgon, herrar mina!" ("Buenos días, señores"). También solicitó pronunciar sus últimas palabras, pero le fue denegado.
El cuerpo de Ander fue donado a la ciencia. Los médicos llegaron a la conclusión de que en el momento de la muerte sufría tuberculosis y también encontró unos restos de porcelana en su estómago, probablemente fruto de un intento de suicidio antes de la ejecución.
El verdugo fue Albert Gustaf Dahlman, que se convirtió así en el último verdugo oficial de Suecia. Su muerte se produjo en 1920. La pena de muerte se abolió en Suecia en 1921. Ander se convirtió en la última persona ejecutada en Suecia, aunque otras entre 10 y 15 personas fueron condenadas a muerte después (pero fueron indultados o se suicidaron antes de su indulto). La última mujer que fue ejecutada en Suecia fue Anna Månsdotter, decapitada en 1890, también por Albert Gustav Dahlman.